# Thomas Laurent

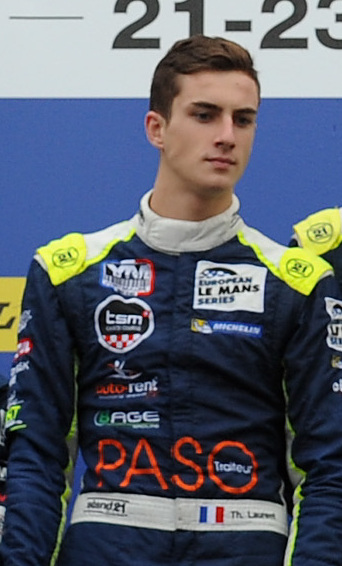
Thomas Laurent 2016

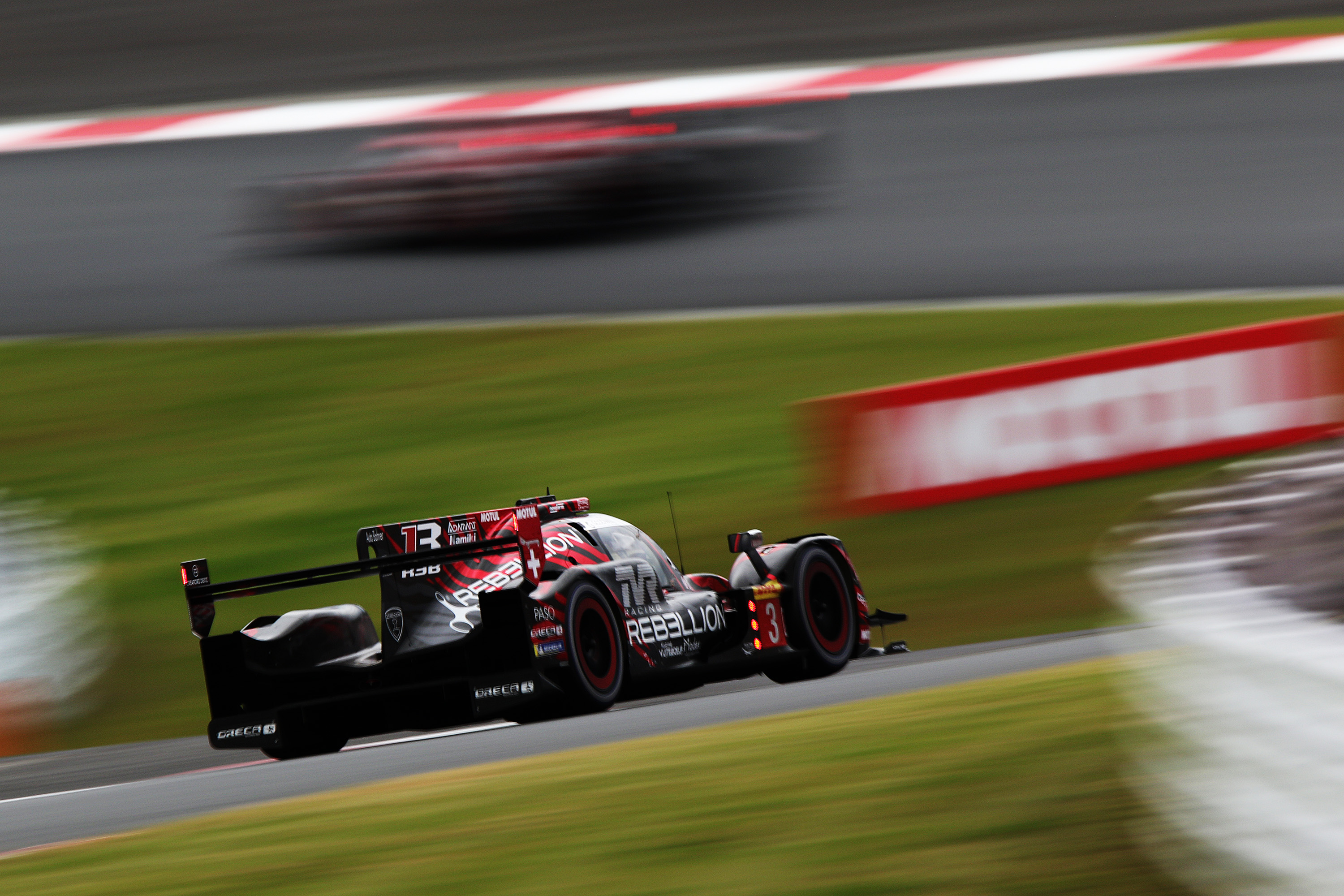
Der Rebellion R13 von Gustavo Menezes, Mathias Beche und Thomas Laurent beim 6-Stunden-Rennen von Fuji 2018

Thomas Laurent (* 5. April 1998 in La Roche-sur-Yon) ist ein französischer Autorennfahrer. 

## Karriere als Rennfahrer
Thomas Laurent erreichte bereits in sehr jungen Jahren große Erfolge im Sportwagensport. Er schaffte im Alter von 17 Jahren den direkten Umstieg vom Kartsport in die LMP2-Klasse der Asian Le Mans Series. Er kam ins Team von Jackie Chan DC Racing, der Rennmannschaft des chinesischen Rennfahrers David Cheng und des Schauspielers Jackie Chan und fuhr deren Ligier JS P3 während der letzten drei Rennen der Saison 2015/2016. Gemeinsam mit Cheng und Ho-Pin Tung gewann er die LMP2-Klasse beim 3-Stunden-Rennen von Sepang 2015, dem 3-Stunden-Rennen von Buriram 2016 und dem 3-Stunden-Rennen von Sepang 2016.
2016 startete er als Partner von Alexandre Cougnaud und Yann Ehrlacher in der European Le Mans Series und gewann mit Cougnaud das Rennen des GT3 Le Mans Cup im Rahmen des 24-Stunden-Rennens von Le Mans 2016. Im Jänner 2017 siegte er beim Asian-Le-Mans-Wertungslauf in Buri Ram. International bekannt wurde der junge Franzose durch sein erstes Antreten beim 24-Stunden-Rennen von Le Mans. In einem turbulenten Rennen, das von unterschiedlichen Problemen der LMP1-Fahrzeuge geprägt war, lag er lange im LMP2-Oreca 07 in Führung und überzeugte durch konstant schnelle Rundenzeiten. Das Rennen beendete er mit den Teamkollegen Oliver Jarvis und Ho-Pin Tung  an der zweiten Stelle der Gesamtwertung, geschlagen nur von Timo Bernhard, Brendon Hartley und Earl Bamber im Porsche 919 Hybrid. 
Die starken fahrerischen Leistungen 2017 führten 2018 zu einem Fahrervertrag bei Rebellion Racing. Erneut gelang ihm in Le Mans eine Podiumsplatzierung. Gegen die überlegenen Toyota TS050 Hybrid chancenlos, fuhren Gustavo Menezes und Mathias Beche im Rebellion R13 an die dritte Stelle der Gesamtwertung. Nach der Disqualifikation der beiden Toyota beim 6-Stunden-Rennen von Silverstone wurden das Trio Menezes/Beche/Laurent dort zum Sieger erklärt. Der erste Gesamtsieg von Laurent in der FIA-Langstrecken-Weltmeisterschaft machte ihn mit knapp 20 Jahren zum jüngsten Sieger dieser Rennserie.
Beim ersten Rennen der durch die COVID-19-Pandemie verkürzten FIA-Langstrecken-Weltmeisterschaft 2019/20, dem 6-Stunden-Rennen von Spa-Francorchamps, verunglückte er im Alpine A470 schwer, blieb aber unverletzt. Außerdem musste er im Sommer 2020 seinen Test- und Ersatzfahrer-Platz bei Toyota Motorsport für Nyck de Vries räumen. Der Unfall in Spa sorgte für einen Karriereknick. Die Hoffnung auf eine erfolgreiche WEC-Zeit erfüllte sich nicht. 2023 und 2024 musste er mit sporadischen Einsätzen in der GT World Challenge Europe vorlieb nehmen. 

## Statistik

### Le-Mans-Ergebnisse
| Jahr | Team                  | Fahrzeug      | Teamkollege     | Teamkollege       | Platzierung            | Ausfallgrund |
| ---- | --------------------- | ------------- | --------------- | ----------------- | ---------------------- | ------------ |
| 2017 | Jackie Chan DC Racing | Oreca 07      | Oliver Jarvis   | Ho-Pin Tung       | Rang 2 und Klassensieg |              |
| 2018 | Rebellion Racing      | Rebellion R13 | Gustavo Menezes | Mathias Beche     | Rang 3                 |              |
| 2019 | Rebellion Racing      | Rebellion R13 | Gustavo Menezes | Nathanaël Berthon | Rang 5                 |              |
| 2020 | Signatech Alpine Elf  | Alpine A470   | André Negrão    | Pierre Ragues     | Rang 8                 |              |

### Einzelergebnisse in der FIA-Langstrecken-Weltmeisterschaft
| Saison  | Team             | Rennwagen     | 1   | 2   | 3   | 4   | 5   | 6   | 7   | 8   | 9   |
| ------- | ---------------- | ------------- | --- | --- | --- | --- | --- | --- | --- | --- | --- |
| 2017    | DC Racing        | Oreca 07      | SIL | SPA | LEM | NÜR | MEX | AUS | FUJ | SHA | BAH |
| 2017    | DC Racing        | Oreca 07      | 4   | 9   | 2   | 5   | 13  | 8   | 7   | 8   | 6   |
| 2018/19 | Rebellion Racing | Rebellion R13 | SPA | LEM | SIL | FUJ | SHA | SEB | SPA | LEM |     |
| 2018/19 | Rebellion Racing | Rebellion R13 | 3   | 3   | 1   | DNF | 5   | 7   | 2   | 5   |     |
| 2019/20 | Signatech Alpine | Alpine A470   | SIL | FUJ | SHA | BAH | AUS | SPA | LEM | BAH |     |
| 2019/20 | Signatech Alpine | Alpine A470   | 6   | 10  | 9   | 8   | 9   | DNF | 8   | 7   |     |